# LightSound

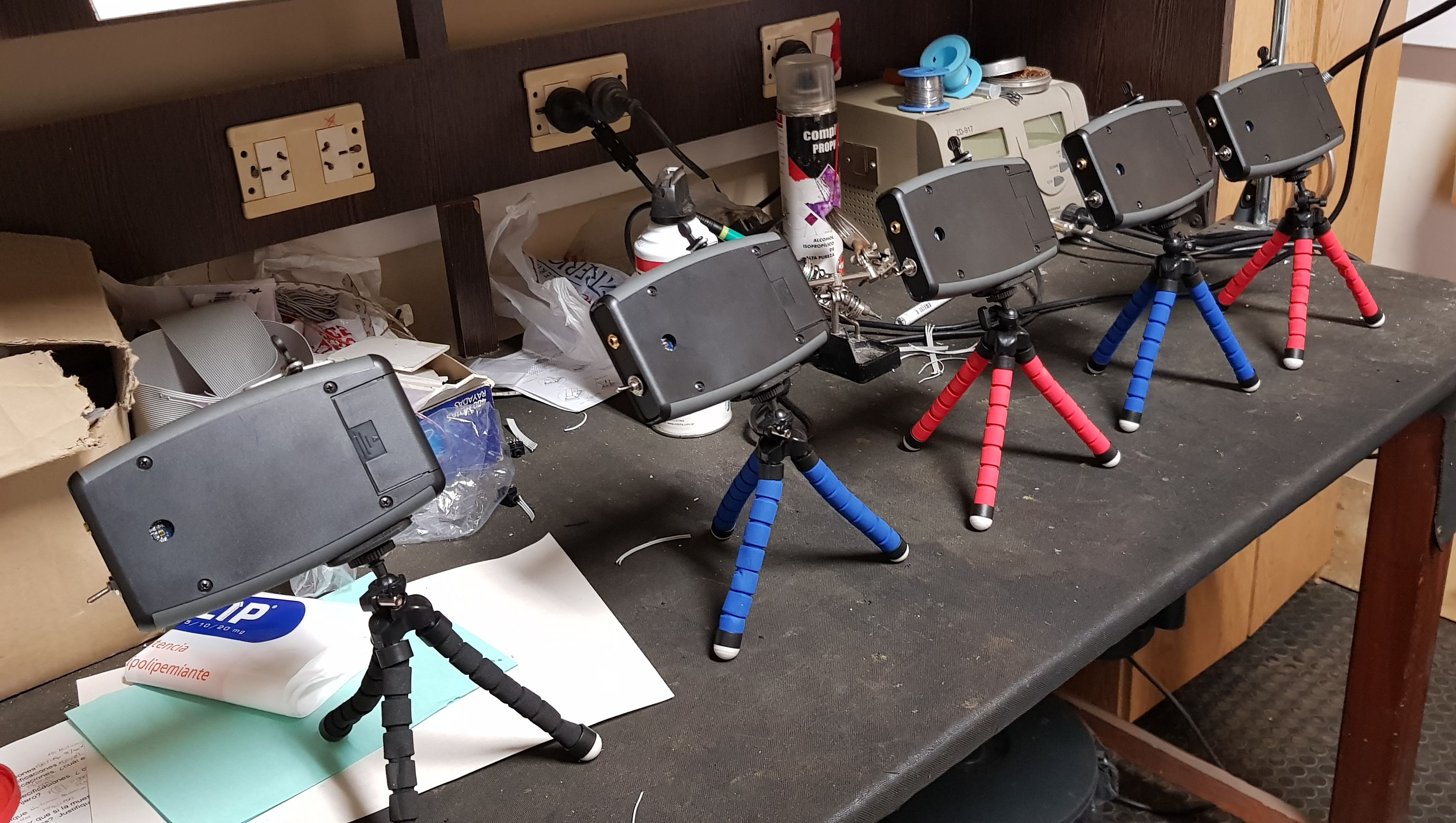
Dispositivos LightSound en el laboratorio

El LIghtSound es un dispositivo transductor especialmente desarrollado para la comunidad de personas ciegas y con discapacidad visual (BVI, por sus siglas en inglés) como herramienta para la inclusión, ya que permite experimentar un eclipse de Sol mediante la transformación de luz en sonido. El dispositivo también se puede utilizar como herramienta educativa previa a los eventos para describir el fenómeno del eclipse, pues permite la sonificación de la luz proveniente de cualquier fuente.

## Antecedentes
LightSound fue diseñado y desarrollado en la Universidad de Harvard como una herramienta para experimentar el eclipse solar del 21 de agosto del 2017. En particular, el presente proyecto fue financiado como parte de los Proyectos Especiales de la Unión Astronómica Internacional para su centenario (IAU-100), con el fin de construir y distribuir LightSounds en Argentina y Chile para el eclipse solar del 2 de julio de  2019 y el eclipse solar del 14 de diciembre de 2020. Sus desarrolladoras son Allyson Bieryla y Sóley Hyman.

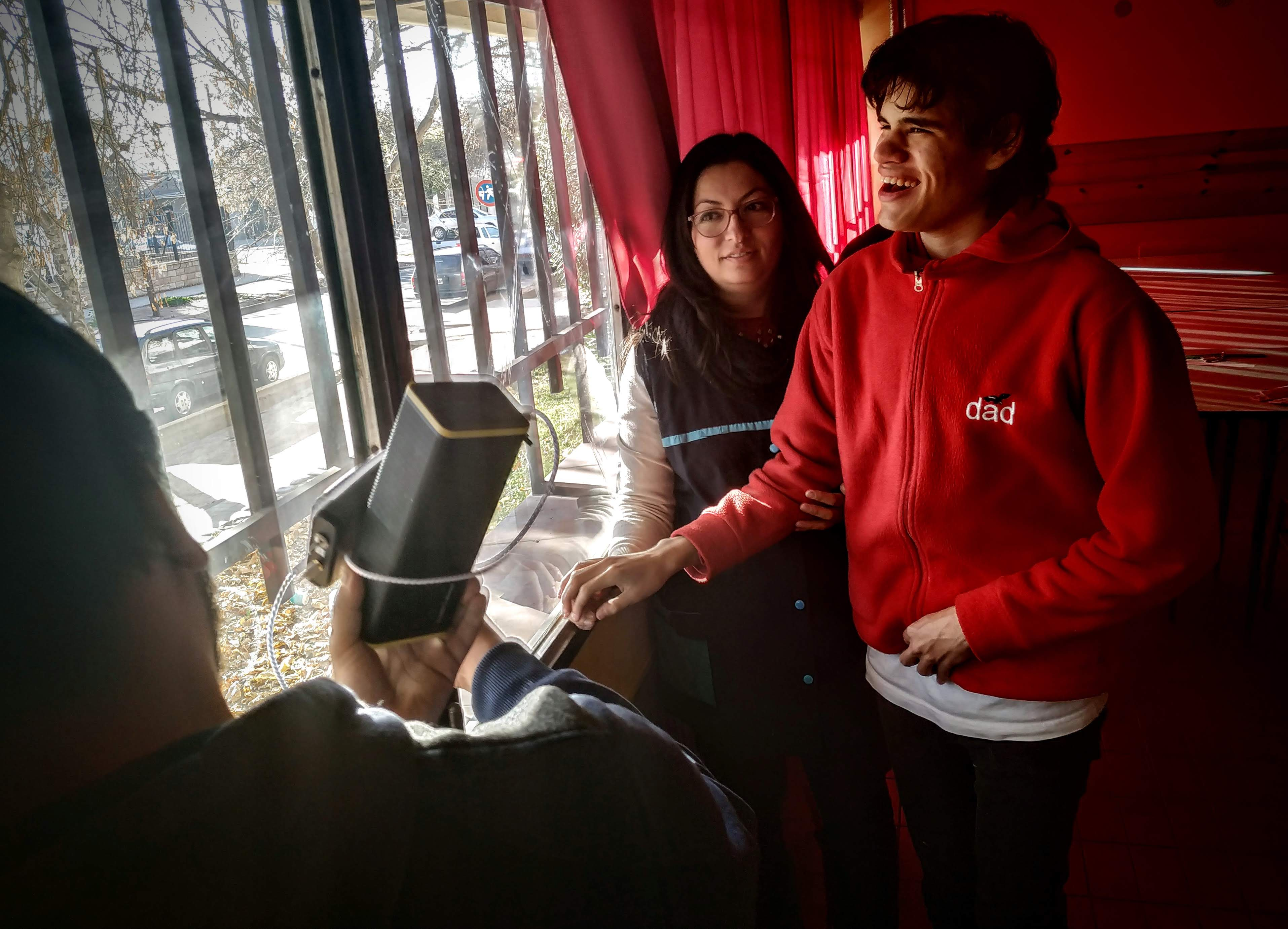
Uso del LightSound en el aula, con estudiantes ciegos

## Versión actual del dispositivo
Con un diseño mejorado, el Proyecto LightSound construyó y distribuyó sin costo más de 750 dispositivos entre grupos que organizan eventos de eclipse, para experimentar el eclipse total de Sol del 8 de abril de 2024.

## Descripción de funcionamiento
El dispositivo utiliza la tecnología arduino y tiene un sensor de alto rango dinámico, para producir el sonido utiliza las capacidades MIDI. El dispositivo utiliza un sensor de luz y transforma esa energía en un  sonido cuya frecuencia cambia según el brillo. Durante un eclipse de Sol, a medida que la Luna pasa por delante del Sol, el observador experimentará la atenuación de la luz y a la vez el sonido disminuye y cambia su frecuencia,  haciéndose más grave a medida que el ambiente se oscurece.

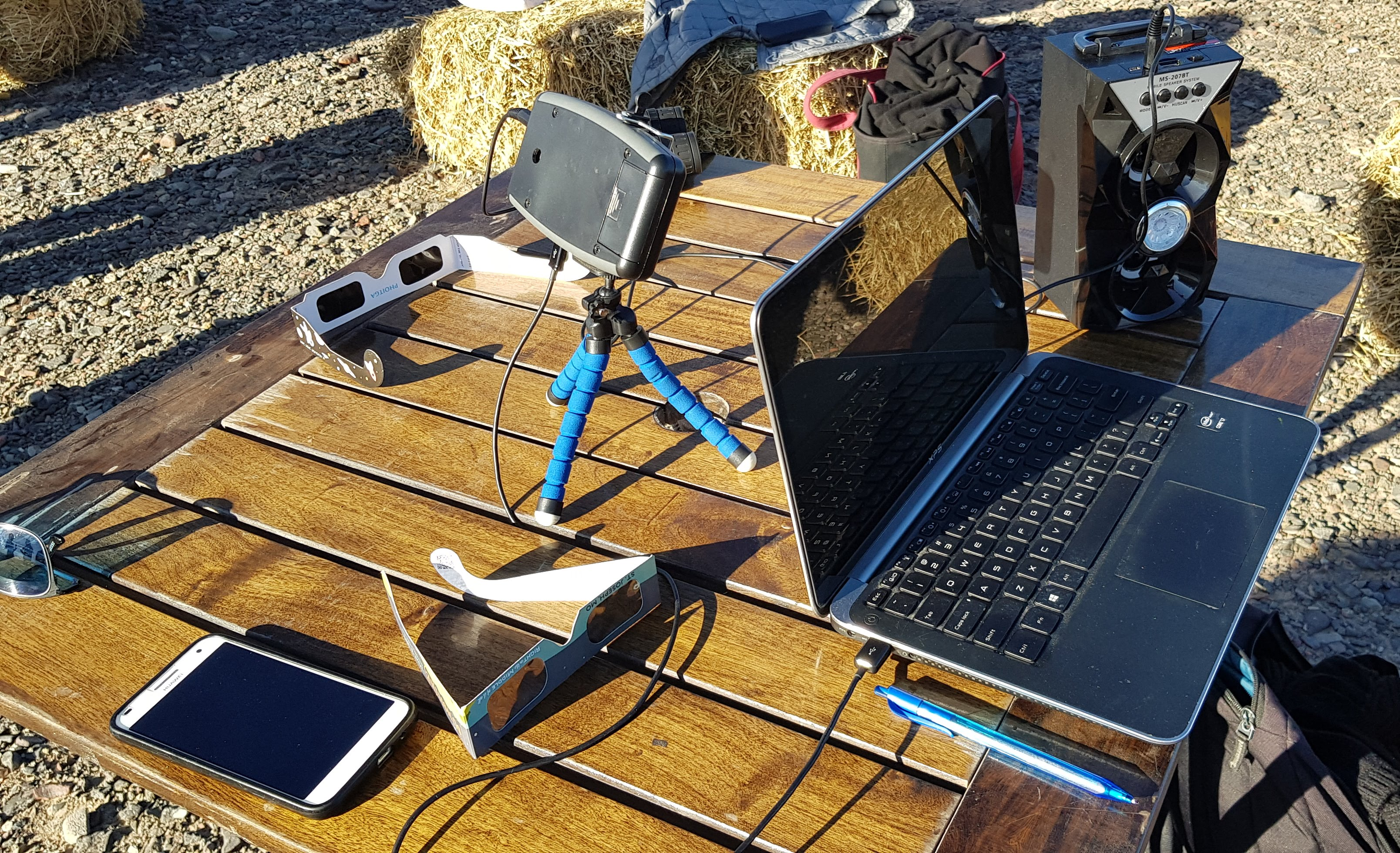
Instalación del LightSound en San Juan (Rodeo) durante el eclipse total de Sol, el 2 de julio de 2019.

Las instrucciones para construir el  dispositivo, las instrucciones de operación y el código de software para su funcionamiento, están disponibles en el sitio web.